# Snaigė
Snaigė (dt. 'Schneeflocke') ist ein litauischer Kühlschränke-Hersteller mit Sitz in Alytus. Das Unternehmen ist im NASDAQ OMX Vilnius notiert. 2005 erzielte es einen Umsatz von 372,128 Mio. Litas (107,78 Mio. EUR) und einen Gewinn von 15,04 Mio. Lt.

## Geschichte
1963 wurden 25 "Snaigė-1"-Kühlschränke im sowjetischen Betrieb Alytaus šaldytuvų gamykla ('Kühlschranke-Fabrik Alytus) manuell gefertigt. 1972 beschäftigte das Unternehmen insgesamt 1900 Mitarbeiter. Nach der kontinuierlichen Entwicklung und Automatisierung der Produktion produzierte man bis 1975 mehr als eine Million der Kühlschränke (sechs Modelle). Ab 1983 exportierte man Kühlschränke der Marke "Snaigė" nach Polen, Ungarn, Bulgarien und Kuba. Heute produziert man unter anderem für "Whirlpool", "Fagor Brandt" und weitere Marken.

## Gruppe
- Russland: „Techprominvest“ (Kaliningrad), gegr. 2002
- Russland: „Moroz Trade“, gegr. 2004
- Russland: „Liga-Servis“, gegr. 2005
- Ukraine: „Snaige Ukraina“, gegr. 2002
- Litauen: UAB „Almecha“, gegr. 2006